# Taekwondo alla XXX Universiade
Gli incontri di taekwondo della XXX Universiade si sono svolti al Palacasoria di Casoria, dal 7 al 13 luglio 2019.

## Podi

### Uomini
| Evento                         | Oro                                                    | Argento                                                   | Bronzo                                                                     |
| –58 kg (dettagli)              | Armin Hadipour                                         | Molomyn Tümenbayar                                        | Ramnarong Sawekwiharee                                                     |
| –58 kg (dettagli)              | Armin Hadipour                                         | Molomyn Tümenbayar                                        | Antonio Flecca                                                             |
| –63 kg (dettagli)              | Soroush Ahmadi                                         | Niyaz Pulatov                                             | Wu Yichao                                                                  |
| –63 kg (dettagli)              | Soroush Ahmadi                                         | Niyaz Pulatov                                             | Dylan Chellamootoo                                                         |
| –68 kg (dettagli)              | Mirhashem Hosseini                                     | Si Mohamed Ketbi                                          | Kim Kyung-deok                                                             |
| –68 kg (dettagli)              | Mirhashem Hosseini                                     | Si Mohamed Ketbi                                          | Sergey Vardazaryan                                                         |
| –74 kg (dettagli)              | Amir Mohammad Bakhshi                                  | Victor Asp                                                | Soufiane Elasbi                                                            |
| –74 kg (dettagli)              | Amir Mohammad Bakhshi                                  | Victor Asp                                                | Júlio Ferreira                                                             |
| –80 kg (dettagli)              | Kang Min-woo                                           | Seif Eissa                                                | Liu Wei-ting                                                               |
| –80 kg (dettagli)              | Kang Min-woo                                           | Seif Eissa                                                | Denys Voronovskyi                                                          |
| –87 kg (dettagli)              | Park In-ho                                             | Smaiyl Duisebay                                           | Andrés Beceiro                                                             |
| –87 kg (dettagli)              | Park In-ho                                             | Smaiyl Duisebay                                           | Rafael Kamalov                                                             |
| Poomsae individuale (dettagli) | Kang Wan-jin                                           | Edward H. Jeong                                           | Koorosh Bakhtiyar                                                          |
| Poomsae individuale (dettagli) | Kang Wan-jin                                           | Edward H. Jeong                                           | Leonardo Juárez Rodriguez                                                  |
| Poomsae a squadre (dettagli)   | Corea del Sud Kang Wan-jin Park Kwang-ho Oh Chang-hyun | Taipei Cinese Lee Cheng-gang Huang Sheng-peng Chen Po-kai | Iran Koorosh Bakhtiyar Ali Sohrabi Amirreza Mehraban                       |
| Poomsae a squadre (dettagli)   | Corea del Sud Kang Wan-jin Park Kwang-ho Oh Chang-hyun | Taipei Cinese Lee Cheng-gang Huang Sheng-peng Chen Po-kai | Indonesia Muhammad A. Wahyu I Kadek Dwipayana Abdul Rahman Darwin          |
| Kyrougi a squadre (dettagli)   | Corea del Sud Kang Wan-jin Oh Chang-hyun Park Kwang-ho | Chen Po-kai Huang Sheng-peng Li Cheng-gan                 | Iran Kourosh Bakhtiar Amir Reza Mehraban Ali Sohrabi                       |
| Kyrougi a squadre (dettagli)   | Corea del Sud Kang Wan-jin Oh Chang-hyun Park Kwang-ho | Chen Po-kai Huang Sheng-peng Li Cheng-gan                 | Indonesia Abdul Rahman Darwin I Kadek Dwipayana Muhammad Abdurrahman Wahyu |

### Donne
| Evento                         | Oro                                                               | Argento                                                     | Bronzo                                                                                   |
| –49 kg (dettagli)              | Panipak Wongpattanakit                                            | Jhuang Tien-yu                                              | Iryna Romoldanova                                                                        |
| –49 kg (dettagli)              | Panipak Wongpattanakit                                            | Jhuang Tien-yu                                              | Kyriaki Kouttouki                                                                        |
| –53 kg (dettagli)              | Su Po-ya                                                          | Ha Min-ah                                                   | Inese Tarvida                                                                            |
| –53 kg (dettagli)              | Su Po-ya                                                          | Ha Min-ah                                                   | Patimat Abakarova                                                                        |
| –57 kg (dettagli)              | Kim Yu-jin                                                        | Chen Yu-chuang                                              | Patrycja Adamkiewicz                                                                     |
| –57 kg (dettagli)              | Kim Yu-jin                                                        | Chen Yu-chuang                                              | Fernanda Aguirre                                                                         |
| –62 kg (dettagli)              | İrem Yaman                                                        | Yulia Turutina                                              | Bárbara Novaes                                                                           |
| –62 kg (dettagli)              | İrem Yaman                                                        | Yulia Turutina                                              | Bruna Vuletić                                                                            |
| –67 kg (dettagli)              | Magda Wiet-Henin                                                  | Shan Yunyun                                                 | Chuang Kuan-yu                                                                           |
| –67 kg (dettagli)              | Magda Wiet-Henin                                                  | Shan Yunyun                                                 | Ana Ciuchitu                                                                             |
| –73 kg (dettagli)              | Nafia Kuş                                                         | Yoon Do-hee                                                 | Marie-Paule Blé                                                                          |
| –73 kg (dettagli)              | Nafia Kuş                                                         | Yoon Do-hee                                                 | Melika Mirhosseini                                                                       |
| Poomsae individuale (dettagli) | Adalis J. Munoz                                                   | Su Chia-en                                                  | Yun Ji-hye                                                                               |
| Poomsae individuale (dettagli) | Adalis J. Munoz                                                   | Su Chia-en                                                  | Fatemeh Hesam                                                                            |
| Poomsae a squadre (dettagli)   | Corea del Sud Yun Ji-hye Jung Seung-yeon Hwang Ye-bin             | Taipei Cinese Chen Yi-hsuan Lee Chie-yu Su Chia-en          | Thailandia Sakuna Laosungnoen Ornawee Srisahakit P. Phaisankiattikun                     |
| Poomsae a squadre (dettagli)   | Corea del Sud Yun Ji-hye Jung Seung-yeon Hwang Ye-bin             | Taipei Cinese Chen Yi-hsuan Lee Chie-yu Su Chia-en          | Iran Fatemeh Hesam Marjan Taji Rostamabadi Marjan Salahshouri                            |
| Kyrougi a squadre (dettagli)   | Taipei Cinese Su Po-ya Chen Yu-chuang Chuang Kuan-yu Ma Ting-hsia | Corea del Sud Ha Min-ah Jo Heekyeong Kim Yu-jin Yoon Do-hee | Stati Uniti Makayla Christine Gorka Cheyenne Marie Lewis Liyette Salas Logan Avery Weber |
| Kyrougi a squadre (dettagli)   | Taipei Cinese Su Po-ya Chen Yu-chuang Chuang Kuan-yu Ma Ting-hsia | Corea del Sud Ha Min-ah Jo Heekyeong Kim Yu-jin Yoon Do-hee | Polonia Patrycja Adamkiewicz Gabriela Dajnowicz Magdalena Leporowska Karolina Ziejewska  |

### Misto
| Evento                  | Oro                                      | Argento                               | Bronzo                                                      |
| Poomsae Pair (dettagli) | Corea del Sud Hwang Ye-bin Oh Chang-hyun | Taipei Cinese Lee Chie-yu Chen Po-kai | Messico Ana Zulema Ibanez Ramirez Leonardo Juárez Rodriguez |
| Poomsae Pair (dettagli) | Corea del Sud Hwang Ye-bin Oh Chang-hyun | Taipei Cinese Lee Chie-yu Chen Po-kai | Iran Marjan Salahshouri Amirreza Mehraban                   |

## Medagliere
| Pos.   | Paese         |    |    |    | Totale |
| ------ | ------------- | -- | -- | -- | ------ |
| 1      | Corea del Sud | 7  | 3  | 2  | 12     |
| 2      | Iran          | 5  | 0  | 6  | 11     |
| 3      | Taipei Cinese | 2  | 6  | 3  | 11     |
| 4      | Turchia       | 2  | 0  | 0  | 2      |
| 5      | Stati Uniti   | 1  | 1  | 1  | 3      |
| 6      | Francia       | 1  | 0  | 2  | 3      |
| 6      | Thailandia    | 1  | 0  | 2  | 3      |
| 8      | Egitto        | 0  | 2  | 0  | 2      |
| 9      | Cina          | 0  | 1  | 1  | 2      |
| 9      | Russia        | 0  | 1  | 1  | 2      |
| 11     | Belgio        | 0  | 1  | 0  | 1      |
| 11     | Kazakistan    | 0  | 1  | 0  | 1      |
| 11     | Mongolia      | 0  | 1  | 0  | 1      |
| 11     | Norvegia      | 0  | 1  | 0  | 1      |
| 11     | Uzbekistan    | 0  | 1  | 0  | 1      |
| 16     | Messico       | 0  | 0  | 3  | 3      |
| 17     | Polonia       | 0  | 0  | 2  | 2      |
| 17     | Ucraina       | 0  | 0  | 2  | 2      |
| 19     | Armenia       | 0  | 0  | 1  | 1      |
| 19     | Azerbaigian   | 0  | 0  | 1  | 1      |
| 19     | Brasile       | 0  | 0  | 1  | 1      |
| 19     | Cile          | 0  | 0  | 1  | 1      |
| 19     | Croazia       | 0  | 0  | 1  | 1      |
| 19     | Cipro         | 0  | 0  | 1  | 1      |
| 19     | Indonesia     | 0  | 0  | 1  | 1      |
| 19     | Italia        | 0  | 0  | 1  | 1      |
| 19     | Lettonia      | 0  | 0  | 1  | 1      |
| 19     | Marocco       | 0  | 0  | 1  | 1      |
| 19     | Malaysia      | 0  | 0  | 1  | 1      |
| 19     | Moldavia      | 0  | 0  | 1  | 1      |
| 19     | Portogallo    | 0  | 0  | 1  | 1      |
| Totale | Totale        | 19 | 19 | 38 | 76     |